# Reprezentacja Wenezueli w rugby 7 kobiet
Reprezentacja Wenezueli w rugby 7 kobiet – zespół rugby 7, biorący udział w imieniu Wenezueli w meczach i sportowych imprezach międzynarodowych, powoływany przez selekcjonera, w którym mogą występować wyłącznie zawodnicy posiadający obywatelstwo tego kraju, mieszkający w nim, bądź kwalifikujący się ze względu na pochodzenie rodziców lub dziadków. Za jego funkcjonowanie odpowiedzialny jest Federación Venezolana de Rugby, członek CONSUR i World Rugby.

## Turnieje

### Udział wigrzyskach Ameryki Środkowej i Karaibów
| Rok  | Wynik | Źródło |
| ---- | ----- | ------ |
| 2014 | 2.    |        |
| 2018 | 2.    |        |
| 2023 | 3.    |        |

### Udział wCONSUR Women’s Sevens
| Rok       | Wynik |
| --------- | ----- |
| 2004      | 2.    |
| 2005      | 3.    |
| 2007      | 3.    |
| 2008      | 3.    |
| 2009      | 3.    |
| 2010      | 6.    |
| 2011      | 7.    |
| 2012      | 6.    |
| 2013      | 4.    |
| 2014      | 7.    |
| 2015      | 3.    |
| 2016      | 4.    |
| 2017 (II) | 5.    |
| 2017 (XI) | –     |
| 2018      | –     |
| 2019 (IV) | 8.    |
| 2019 (VI) | 8.    |
| 2019 (XI) | –     |
| 2020      | –     |
| 2021      | –     |
| 2022      | –     |
| 2023 (VI) | –     |
| 2023 (X)  | –     |
| 2024      | 8.    |